# آدیلسون (بازیکن فوتبال، زاده ۱۹۵۹)
آدیلسون لوئیز آناستایکو (به پرتغالی: Adílson Luíz Anastácio) مهاجم اهل برزیل است که در تاریخ ۱۰ ژانویهٔ ۱۹۵۹ به دنیا آمده‌است.
آدیلسون لوئیز آناستایکو در تیم‌های فوتبال AA Internacional سابقهٔ حضور دارد.